# Orfelia anomala
Orfelia anomala är en tvåvingeart som beskrevs av Lane 1960. Orfelia anomala ingår i släktet Orfelia och familjen platthornsmyggor. Inga underarter finns listade i Catalogue of Life.